# Aimar Tallaferro
Aimar (també Aymar, Aymer, Adhemar o Adomar; vers 1160 - 16 juny de 1202) fou el darrer comte d'Angulema de la casa dels Tallaferro. Era el tercer dels sis fills del comte Guillem V d'Angulema i Margarida de Turena. Els seus dos germans més grans, Vulgrí III d'Angulema i Guillem VI d'Angulema, van ser comtes successius d'Angulema després de la mort del seu pare el 1179.
Guillem VI d'Angulema va morir el 1186 i Aimar el va succeir; poc després va anar a la cort de Ricard Cor de Lleó, llavors duc d'Aquitània i senyor feudal d'Aimar, per ser investit com a successor.
Vers 1186 o 1187, Aimar es va casar amb Alix de Courtenay (+1218), la filla de Pere I de Courtenay (Pere de França) i, per tant, neta del rei Lluís VI de França, i d'Elisabet, senyora de Courtenay (tronc de la branca reial de Courtenay), i que abans havia estat casada amb Guillem comte de Jouy o Joigny. El 1188 van tenir una filla, Isabel d'Angulema.
El 1188 Aimar va fer aliança amb diversos senyors del Poitou i amb el vescomte de Llemotges contra Ricard Cor de Lleó que era duc d'Aquitània; les terres del príncep foren devastades però Ricard no es va quedar parat i va respondre de la mateixa manera. El 1192, Ricard Cor de Lleó ara rei d'Anglaterra (des de 1189) estava a les Croades i Aimar va aprofitar per desposseir a Matilde d'Angulema de les possessions que conservava a Angulema, en quedar aquesta privada de la protecció de Ricard.
Quan a més es va saber que Ricard havia estat fet presoner, Aimar va aprofitar per devastar les terres de la seva neboda; el senescal de Gascunya, l'únic que el podia aturar, estava malalt en aquell moment el que fou ben aprofitat per la host d'Aimar; però quan el senescal es va recuperar va marxar a la zona i va agafar revenja, i auxiliat per Sanç el Fort de Navarra, cunyat de Ricard, i per Guillem de Newbridge, va enfrontar a les forces d'Aimar sobre les que va aconseguir algunes victòries però davant les quals també va patir algunes derrotes. Jofré de Rançon, senyor de Taillebourg, un dels més poderosos aliats d'Aimar, va morir durant aquestes lluites deixant un buit considerable al bàndol del comte, però sense que la guerra s'acabés.
El 1194, Ricard, de retorn a Anglaterra, va anar a Aquitània amb un fort exèrcit, va assetjar Taillebourg, que va ocupar per un acord, i es va apoderar de totes les altres places que depenien del castell, passant llavors al Angumois. Aimar es va aliar al rei de França Felip August, que el va sostenir en la guerra, però Ricard Cor de Lleo va assetjar la ciutat d'Angulema que va haver de capitular després de sis hores de combat i d'un assalt sagnant, sense haver rebut els socors demanats al rei de França i que aquest havia compromès. Aimar va perdre de moment el comtat. En una carta de Ricard a Hubert, arquebisbe de Cantorbery, datada el 22 de juliol de 1194, el rei comunicava que havia fet presoners en la guerra a tres-cents cavallers i quaranta mil soldats; Felip August va restar durant la guerra inactiu doncs estava negociant una treva entre França i Anglaterra, la qual fou finalment acordada el 23 de juliol de 1194 entre Verneuil i Tillières, i Roger d'Hoveden. Aimar doncs va quedar a la generositat de Ricard. Sigui per acords secrets o per pressions franceses, Ricard va accedir a retornar el comtat a Aimar però va haver d'ajustar el compromís de la seva filla Isabel amb Hug, el fill d'Hug IX de Lusignan i Matilde d'Angulema (casats el 1189, el fill Hug hauria nascut vers 1190). Isabel era encara molt jove (6 anys) i fou entregada a la seva sogre Matilde per assegurar la promesa.
Però l'any 1200, quan el matrimoni d'Isabel i Hug estava proper (el noi tenia uns 10 anys i la noia 12), el rei Joan sense Terra, successor de Ricard, va obligar a Aimar, el pare d'Isabel, a entregar-li la filla (algunes fonts suggereixen que Joan la va segrestar per força), i si va casar de manera una mica precipitada i trencant el compromís de la noia amb Hug (futur Hug X), el fill d'Hug IX de Lusignan i de Matilde d'Angulema, l'hereva legitima del comtat; el motiu era evitar el trencament territorial entre Poitiers i Bordeus, però el jove Hug va ressentir vivament aquesta afronta i junt amb el seu pare Hug IX es va revoltar aliat a diversos parents i senyors fidels. L'aliança matrimonial fou segellada per dos tractats, un públic, l'altre privat entre Aimar i Joan. El comte romania un aliat ferm dels reis d'Anglaterra contra els Lusignan ara rebels. Els Lusignan i els seus aliats van fer diverses incursions i algunes van arribar fins a la frontera de Normandia. Isabel tindrà diversos fills amb Joan: Enric (després Enric III), Ricard de Cornualla, Joana casada amb Alexandre II d'Escòcia, Isabel casada amb l'emperador Frederic II, Elionor casada amb Simó de Montfort comte de Leicester).
El rei Joan, per castigar els rebels, els va confiscar les terres i les va incorporar a la seva corona, però el rei francès Felip August, al que havien demanat ajut els Lusignan i altres senyors expropiats, va abraçar amb força el seu partit sent els inicis de la llarga guerra entre les dues monarquies que va acabar malament per Anglaterra.
Aimar tenia una reclamació per la Marca llemosina (comtat de la Marca), on el 1199 o el 1200 estava exercint autoritat, potser en benefici del seu gendre (en oposició a Hug IX de Lusignan), i expedia una carta o diploma per a alguns monjos d'Aubignac. El febrer de 1202 quan Joan estava visitant Angulema per negociar un tractat amb Sanç VII de Navarra, Aimar el va portar a una gira a la recent consagrada abadia de La Couronne. El paper de la filla d'Aimar en la continuada negativa de Joan a preocupar-se pròpiament de la vídua del seu germà Ricard Cor de Lleó, Berenguera de Navarra, explicaria la proximitat del comtat d'Angulema en les negociacions entre els dos regnes.
Aimar va morir a Llemotges el 16 de juny de 1202 sent enterrat a l'abadia de La Couronne tal com havia demanat. La seva única filla el va succeir com a comtessa d'Angulema. El seu títol, tanmateix, era en gran part buit des que el seu marit li negava el control de la seva herència així com el seu dot de matrimoni i dot. El governador assignat per Joan, Bartomeu de Le Puy (de Podio), es va fer càrrec de la majoria dels afers administratius d'Angulema fins a la mort de Joan el 1216. El 1217 Isabel tornava i agafava la seva herència de mans de Bartomeu, que cridava en va al rei anglès en ajuda. Matilde d'Angulema, filla de Vulgrí III d'Angulema, va reclamar els seus drets, però a la mort del seu marit Hug IX de Lusignan a Damiata el 1219, i el matrimoni poc després del fill d'aquest Hug X de Lusignan amb Isabel, tal com ja s'havia planificat abans, va posar punt final a aquesta reclamació.
La vídua d'Aimar, Alícia, va governar la ciutat d'Angulema fins al març de 1203, quan Joan sense Terra la va cridar a la seva cort i li va concedir una pensió mensual de 50 lliures d'Anjou a canvi dels seus drets de dot. Després es retirava des de la vida pública a la seva propietat a La Ferté-Gaucher, on estava vivint encara el juliol de 1215, quan va emetre una carta a Provins en què utilitzava el títol de comtessa d'Angulema.